# 覚専寺
覚専寺 （がくせんじ）は、岐阜県加茂郡坂祝町勝山にある真宗大谷派（東本願寺）の末寺。

## 歴史
1539年（天文8年）に猿啄城主田原左衛門が城の鬼門寺として、深萱村梅替地内に天台宗の寺院として建立し「大洞山 見城寺」と号した。これが当寺の開基である。次いで美濃国の領主安藤対馬守の次男正貞が出家得度し法名を「浄光」と号し、当寺の開山となった。その後、第2世住職の浄心坊が浄土真宗の法主教如上人に帰依し、浄土真宗に転宗。青木山 覚専寺となる。
1891年（明治24年）、濃尾地震により山門以外の建物が倒壊する。翌年から庫裡を仮堂として寺務を営んでいたが、従来の土地は人里から離れていて不便だった為、1900年（明治33年）に現在地（坂祝町勝山）に移転。1923年（大正12年）には新しく本堂・庫裡が建立された。
2001年（平成13年）に本堂屋根が老朽化により損傷。1億6000万円余で本堂の大規模改修工事が行われた。

## 年中行事
- 4月　春季永代経法要
- 8月15日　お盆参り
- 9月　秋季永代経法要
- 11月2～3日　報恩講

## 歴代住職
- 第1世　浄光坊　※天台宗　見城寺
- 第2世　浄心坊　※浄土真宗大谷派　覚専寺
- 第3世　玉藏坊
- 第4世　浄量坊
- 第5世　浄林坊
- 第6世　賢知坊
- 第7世　専了坊
- 第8世　玄秀坊
- 第9世　知龍坊
- 第10世　儀門坊
- 第11世　慈光坊
- 第12世　惠輪坊
- 第13世　智聞坊
- 第14世　實巖坊
- 第15世　大圓坊
- 第16世　釈勇哲
- 第17世　釈台令
- 第18世　釈慈鏡
- 第19世　釈賢證
- 第20世　釈賢雄
- 第21世　釈正敏